# Leon Sternbach
Leon Sternbach (Drohobyč, 2 luglio 1864 – campo di concentramento di Sachsenhausen, 20 febbraio 1940) è stato un filologo classico e bizantinista polacco professore dell'Università Jagellonica, membro dell'Accademia polacca della cultura.

## Biografia
Era il figlio di Józef (un impiegato di banca, un sottorabbino ebreo) e Antoinette, nata Goldhammer. Fra gli amici dei suoi genitori vi erano, tra gli altri, il cardinale Albin Dunajewski, Adam Asnyk e Stanisław Wyspiański, che in seguito dipinse tre ritratti di Sternbach con la sua famiglia. Il chimico statunitense Leo Sternbach era suo nipote.
Frequentò il ginnasio di Drohobyč. Studiò filologia alle università di Lipsia e di Dresda (1882–1883) e a Vienna (1883–1885). Nel 1885 conseguì il suo dottorato a Vienna discutendo la tesi Meletemata Graeca. Ha trascorso diversi anni in ricerche d'archivio a Vienna, Heidelberg e in biblioteche italiane e francesi. Nel 1889, sotto la supervisione di Ludwik Ćwikliński, si abilitò all'Università di Leopoli e divenne professore associato presso il 3º dipartimento di filologia classica dell'Università Jagellonica. Insegnò in quest'università lungo tutta la sua carriera accademica.
Nominato professore associato nel 1892, assunse anche la direzione del 3º dipartimento di filologia classica. Nel 1897 divenne professore ordinario, nell'anno accademico 1904/1905 fu preside della facoltà di filosofia. Negli anni 1905-1919 rappresentò l'Università Jagellonica nel Consiglio scolastico nazionale, fu anche direttore della Commissione d'esame per insegnanti di scuola secondaria (1916-1935). Nel 1918 ricevette un dottorato honoris causa dall'università di Cracovia. Nel 1934, in qualità di delegato universitario, partecipò al 500º anniversario dell'Università degli Studi di Catania. Nel 1935 si ritirò, con il titolo di professore onorario. Insieme a un gruppo di studiosi di Cracovia, fu arrestato nel novembre 1939 nell'ambito della Sonderaktion Krakau; fu imprigionato a Cracovia, poi a Breslavia e, deportato al campo di concentramento di Sachsenhausen, vi fu assassinato.

## Attività di ricerca
Apparteneva a molte prestigiose società scientifiche. Nel 1894 fu nominato membro corrispondente e nel 1902 membro attivo dell'Accademia di cultura di Cracovia (in seguito Accademia polacca della cultura). Dal 1933 fu direttore del 1º Dipartimento dell'Accademia polacca di cultura, fece parte della commissione di orientalistica e presiedeva la commissione filologica (dal 1927). Fu anche membro della Società Scientifica di Leopoli, dell'Accademia di Cultura di Praga, dell'Istituto Archeologico Austriaco, della Società per la Promozione degli Studi Ellenici a Londra. Nel 1903, non accettò la proposta di cattedra di studi bizantini presso l'Università di Vienna, né acconsentì a una collaborazione permanente con la Biblioteca Apostolica Vaticana; nel periodo tra le due guerre condusse frequenti ricerche negli Archivi Vaticani, venendo ripetutamente ricevuto in udienze private da papa Pio XI e dal re d'Italia Vittorio Emanuele III. Nel settembre 1914 fu eletto membro dell'imperial-regio consiglio scolastico nazionale della Galizia.
Era considerato uno dei bizantinisti più importanti del mondo, accanto a Karl Krumbacher. Nel suo lavoro scientifico, si occupò, tra il resto di letteratura gnomologica, patrologia, paremiologia e lingua greca antica. Si dedicò agli scritti di Gregorio di Nazianzo e altri padri cappadoci. Curò edizioni critiche di molte opere, fra cui quelle di Michele Psello, Menandro ed Esopo e dell'Appendix Barberino-Vaticana dell'Antologia di Planude. Studiò anche la genesi dei proverbi polacchi. Collaborò con la "Geschichte der byzantynischen Literatur" (dal 1890).

## Allievi
Fra i suoi allievi e assistenti vi furono Seweryn Hammer, Feliks Kopera, Jerzy Kowalski, Adam Krokiewicz, Jerzy Krókowski, Kazimierz Feliks Kumaniecki, Tadeusz Lehr-Spławiński, Ludwik Piotrowicz, Gustaw Przychocki, Jan Sajdak, Jerzy Schnayder, Tadeusz Sinko, Stanisław Skimina.

## Opere principali
- Meletemata graeca, Vindobonae, 1886.
- Epitafium na Sklerajnę, przeł. L. Sternbach, „Rozprawy Wydziału Filologicznego PAU” 14 (1891), pp. 375–393.
- G. Pisidiaecarmina inedita, „Wienner Studien”, t. 13 i 14 (1891 i 1892).
- Gnomologium Parisinum ineditum. Appendix Vaticana, ed. Leo Sternbach, Cracoviae: Academia Litterarum 1893.
- Photii patriarchae Opusculum paraeneticum. Appendix gnomica, excerpta Parisiana, „Rozprawy Wydziału Filologicznego PAU” 20 (1893)
- Analecta Photiana, „Rozprawy Wydziału Filologicznego PAU” 20 (1893).
- Dilucidationes Aesopiae (1894).
- Appedix critica de Joanne Euchaitensi, „Eos” 4 (1897), pp. 156–163.
- Fabularum Aesopiarum sylloge (1894).
- Methodi Patriarchae opusculum paraeneticum, „Eos” (1897), pp. 150–156.
- De G. Pisidae apud Theophanen aliosque historicos reliquis, „Rozprawy Wydziału Filologicznego PAU” 30 (1889–1900).
- De G. Pisidae carmina historica, „Rozprawy Wydziału Filologicznego PAU” 30 (1899–1900).
- De G. Pisidae fragmentis a Suida servatis, „Rozprawy Wydziału Filologicznego PAU” 30 (1899–1900).
- Observationes in Georgii Pisidae carmina historica. Appendix metrica, „Rozprawy Wydziału Filologicznego PAU” 30 (1899–1900).
- Analecta Manassea, „Eos” 7 (1901), pp. 180–194.
- Manassae versus inediti, „Wiener Studien”, t. 24 (1902).
- Nicolai Calliclis Carmina, ed. Leo Sternbach, Cracoviae, Academia Litterarum, 1903.
- De Joanne Psello, „Eos” 9 (1903), pp. 5–10.
- De cornicula Horatiana (1935).
- Quaestiones paroemiographicae (1936).
- Uwagi paremiograficzne do pism Mikołaja Reja (1937).
- Homera Iliada. Pomór, gniew, a cura di Leon Sternbach, traduzione di Juliusz Słowacki, illustrazioni di Stanisław Wyspiański, Warszawa, Wydawnictwa Artystyczne i Filmowe, 1983.

## Galleria d'immagini

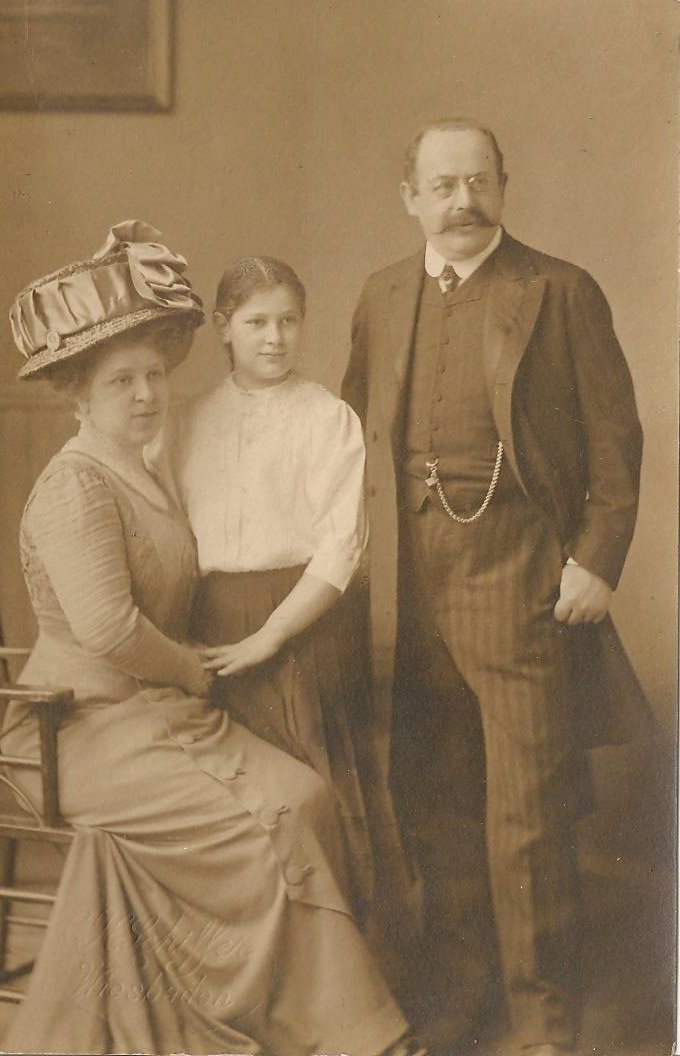
Foto con la moglie Leontyna e la figlia Helena
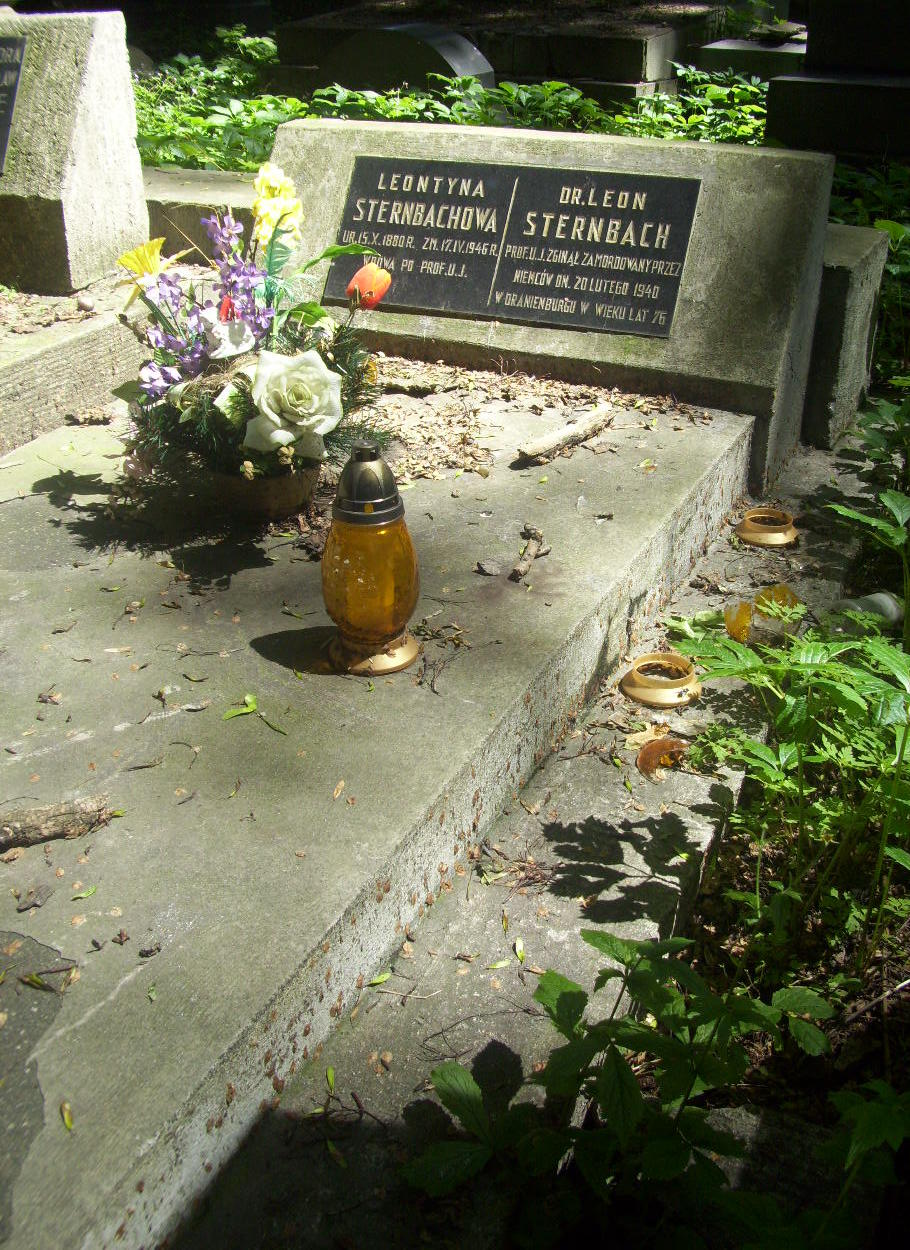
Cenotafio di Leon Sternbach nel Nuovo Cimitero Ebraico in via Miodowa a Cracovia